# Flaminio Piatti
Flaminio Piatti (Milão, 11 de julho de 1552 - Roma,  1 de novembro de 1613) foi um cardeal do século XVIII

## Biografia
Nasceu em Milão em 11 de julho de 1552 (ou por volta de 1550), Milão (ou Turbigo). De família patrícia. Filho de Girolamo Piatti e Antonia Vicemale (ou Vismara). Teve vários irmãos: Ludovico (médico e membro do Collegio dei fisici de Milão; Ottavio (nascido em 1548, entrou na Companhia de Jesus, assumindo o nome de Girolamo, e morreu em 1591); e Domizio (também jesuíta). Seu sobrenome também é listado como Platão e como Plattus, relacionado ao Papa Gregório XIV (1590-1591).
Estudou direito e obteve um doctore in utroque iure , bot canon and civil law, na Universidade de Pavia.
Advogado Consistorial, 1583. Auditor da Sagrada Rota Romana, 1586.
Criado cardeal diácono no consistório de 6 de março de 1591; recebeu o gorro vermelho e a diaconia de S. Maria em Domnica, em 5 de abril de 1591. Junto com outros doze cardeais foi encarregado dos negócios do duque de Ferrara. Participou do conclave de 1591, que elegeu o Papa Inocêncio IX. Participou do conclave de 1592, que elegeu o Papa Clemente VIII. Optou pela diaconia de Ss. Cosma e Damiano, 9 de março de 1592. Optou pela ordem dos cardeais presbíteros e pelo título de S. Clemente, a 15 de março de 1593. Optou pelo título de S. Onofrio, a 10 de junho de 1596. Optou pelo título de S. Maria della Pace, 24 de abril de 1600. Participou do conclave de março de 1605, que elegeu o Papa Leão XI. Participou do conclave de maio de 1605, que elegeu o Papa Paulo V. Camerlengo do Sagrado Colégio dos Cardeais, de 11 de janeiro de 1610 a 10 de janeiro de 1611.
Morreu em Roma em 1 de novembro de 1613. Sepultado na igreja jesuíta de Gesù, Roma. Sua oração fúnebre foi pronunciada por um frade carmelita.